# NGC 6806
NGC 6806 (другие обозначения — PGC 63416, ESO 338-15, IRAS19336-4224, MCG -7-40-3, VV 411, FAIR 1162, AM 1933-422) — спиральная галактика с перемычкой (SBc) в созвездии Стрелец.
Этот объект входит в число перечисленных в оригинальной редакции «Нового общего каталога».
В галактике вспыхнула сверхновая SN 2014cr типа Ia-p, её пиковая видимая звездная величина составила 17,8.